# J. 스티븐 와튼
J. 스티브 와튼(J. Steven Wharton, 1944년 ~ )는 영국의 기업인이자 스컨소프 유나이티드 FC의 회장이자 구단주로, 재산은 3300만 파운드로 추정된다.
1961년부터 사업에 합류해 재산을 축적하였고, 2001년부터는 스컨소프 유나이티드 FC의 의장이 되었다가 사임하였고, 2004년 다시 돌아와 구단주가 되었다.
2008년 3월 17일 급성 심장마비로 병원에 입원했다가 3월 26일 퇴원하기도 했다.